# Saint-Jean-Saint-Gervais
Saint-Jean-Saint-Gervais ist eine französische Gemeinde im Département Puy-de-Dôme in der Region Auvergne-Rhône-Alpes (vor 2016 Auvergne) mit 127 Einwohnern (Stand:1. Januar 2022). Die Gemeinde gehört zum Arrondissement Issoire und zum Kanton Brassac-les-Mines. 

## Weblinks

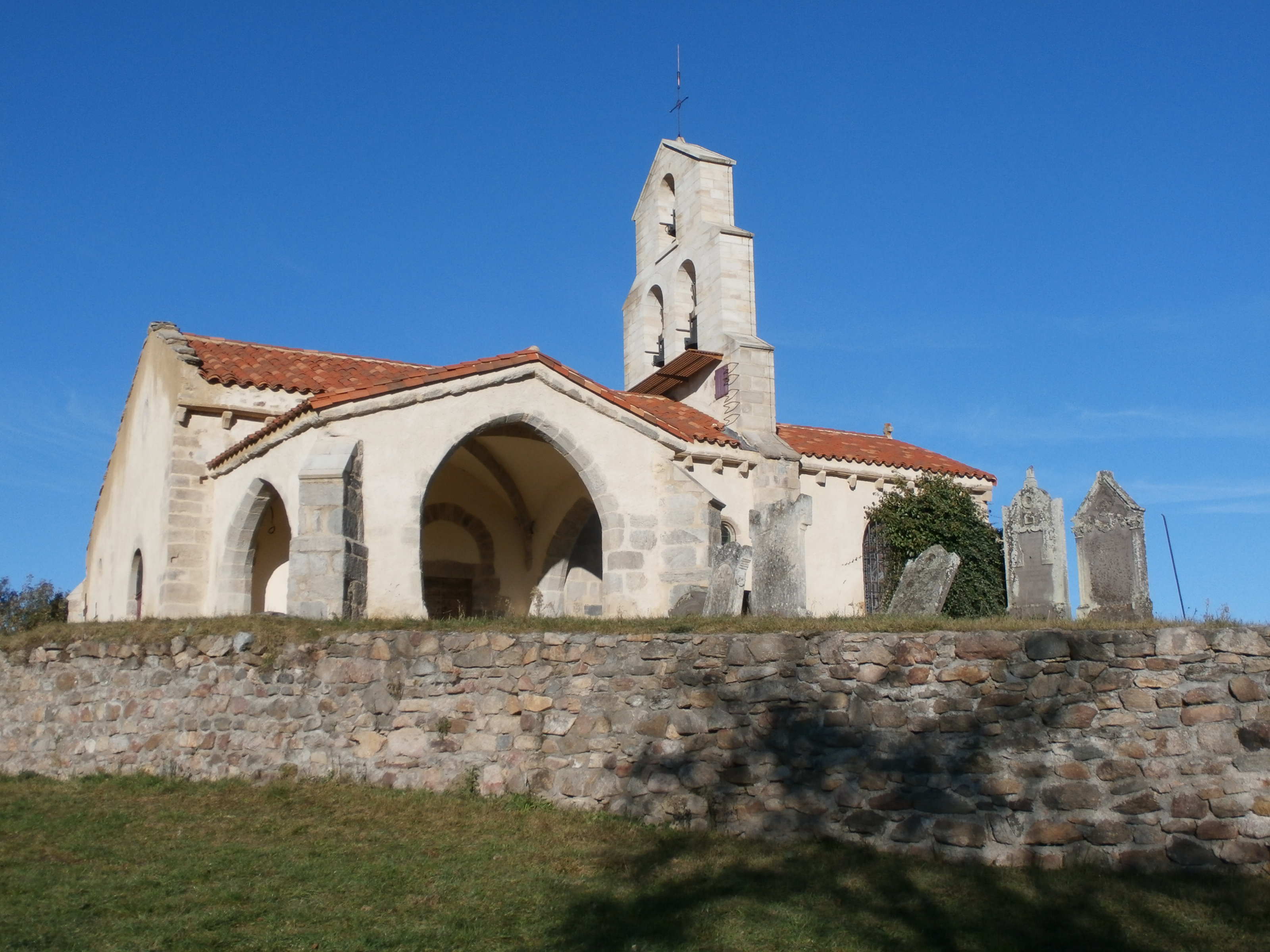
Kirche Saint-Jean-Baptiste

## Geographie
Saint-Jean-Saint-Gervais liegt etwa 47 Kilometer südsüdöstlich von Clermont-Ferrand am Flüsschen Cé und seinen Zuflüssen Guelle und Lage. Umgeben wird Saint-Jean-Saint-Gervais von den Nachbargemeinden Esteil im Norden und Nordwesten, La Chapelle-sur-Usson im Norden, Champagnat-le-Jeune im Osten und Nordosten, Valz-sous-Châteauneuf im Osten, Saint-Martin-d’Ollières im Osten und Südosten, Auzon im Süden, Vézézoux im Westen und Südwesten sowie Jumeaux im Westen.

## Bevölkerungsentwicklung
| Jahr                       | 1962 | 1968 | 1975 | 1982 | 1990 | 1999 | 2006 | 2017 |
| Einwohner                  | 197  | 160  | 137  | 119  | 95   | 106  | 90   | 124  |
| Quellen: Cassini und INSEE |      |      |      |      |      |      |      |      |

## Sehenswürdigkeiten
- Kirche Saint-Jean-Baptiste